# Kasper Schmeichel
Kasper Peter Schmeichel (* 5. November 1986 in Kopenhagen) ist ein dänischer Fußballspieler.
Der Torwart spielt seit 2002 hauptsächlich bei Vereinen in Großbritannien, lediglich unterbrochen von zwei Jahren, die er in Frankreich bei OGC Nizza und in Belgien beim RSC Anderlecht verbrachte. Schmeichel wurde mit Leicester City 2016 englischer Meister und 2021 FA-Cup-Sieger. Seit 2024 spielt er in Schottland bei Celtic Glasgow. Zudem ist Kasper Schmeichel auch seit 2013 dänischer Nationaltorhüter.

## Leben
Schmeichel kam als Sohn des dänischen Torhüters Peter Schmeichel zur Welt. Die meiste Zeit seiner Kindheit verbrachte er wegen der Profikarriere seines Vaters in Manchester. Er besuchte die Hulme Hall-Schule in Cheadle in Greater Manchester. Von 1999 bis 2001 war Schmeichel auch an der Saint Julian’s-Schule in Lissabon, als sein Vater bei Sporting spielte. Als sein bester Freund aus Kindheits- und Jugendtagen gilt Alex Bruce, Sohn des ehemaligen Kollegen seines Vaters Steve Bruce.
In der Jugend spielte er in der Saison 2000/01 bei Estoril Praia in Portugal. Im Sommer 2002 wurde der Trainer von Brøndby IF, Lars Olsen, auf den damals 15-Jährigen bei einem Freizeitspiel der dänischen EM-Gewinner von 1992 aufmerksam und lud ihn zu einem Jugendturnier in Brøndby ein. Daraufhin unterschrieb Schmeichel im September 2002 einen langfristigen Vertrag bei Manchester City – dem Stadtrivalen jenes Vereins, Manchester United, bei dem sein Vater zu den Legenden zählt.

## Vereinskarriere

### Manchester City

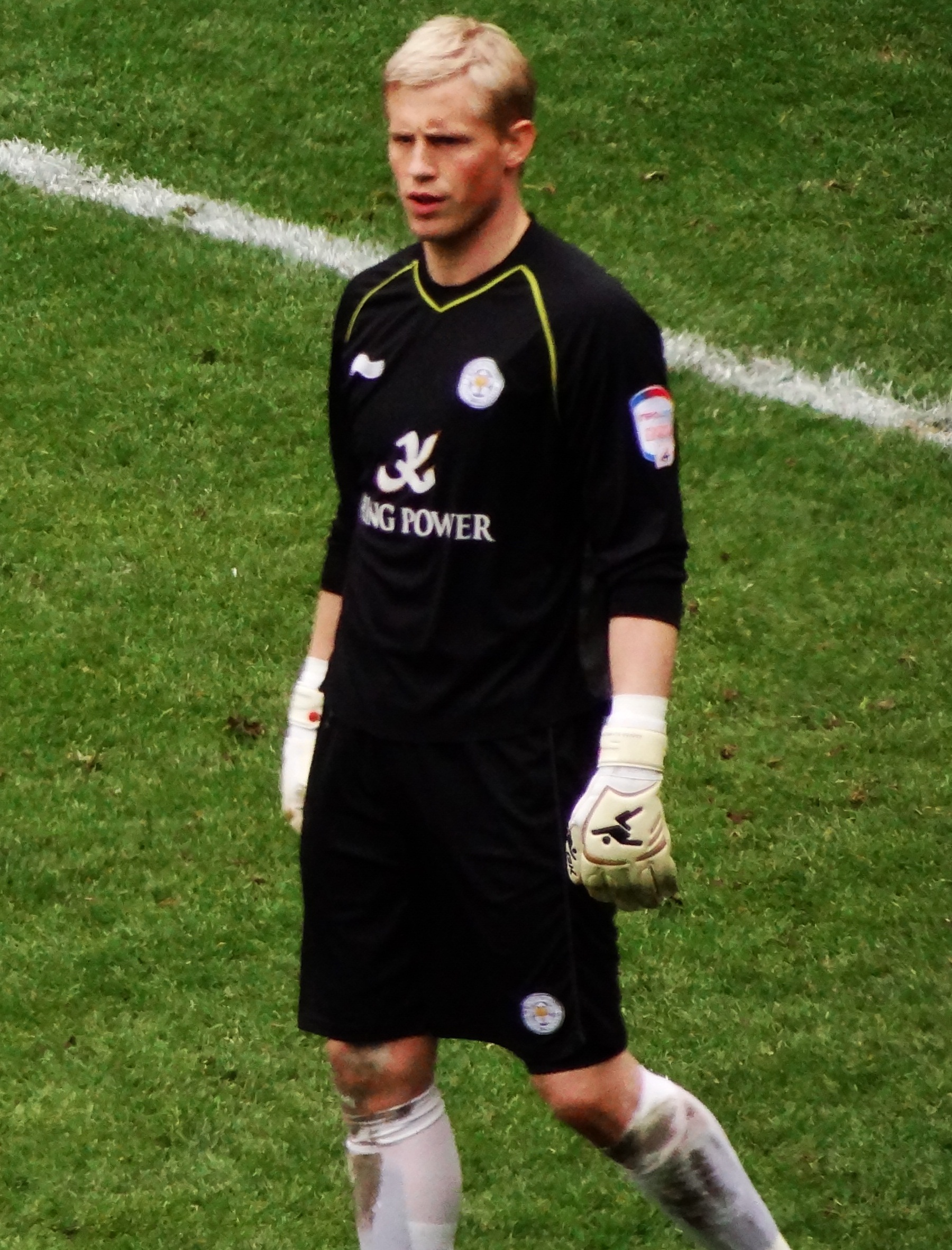
Schmeichel im Trikot von Leicester City 2012

Schmeichel wurde im Januar 2006 an den FC Darlington in die Football League Two verliehen. Sein Debüt absolvierte er am 14. Januar 2006 beim 2:1-Sieg gegen Peterborough United. Nach drei weiteren Spielen wechselte er zurück zu den Citizens.
Danach wurde der Torhüter Ende Februar erneut verliehen, diesmal zum FC Bury. In drei Monaten absolvierte Schmeichel 15 Partien, ehe er nach dem vermiedenen Abstieg wieder nach Manchester zurückkehrte. Zur neuen Saison unterschrieb Kasper Schmeichel im August 2006 wieder einen dreimonatigen Leihvertrag an der Gigg Lane. Nach 14 Spielen lief der Vertrag des Torhüters aus, und er kehrte wieder zurück zu Manchester City.
Im Januar 2007 wurde Schmeichel nach Schottland zum Erstligisten FC Falkirk bis zum Saisonende verliehen.
Er spielte bereits in mehreren Vorbereitungsspielen und gab am 11. August 2007 gegen West Ham United sein Debüt mit einer weißen Weste beim 2:0-Erfolg. Am 19. August 2007 siegte der Torhüter vor den Augen seines Vaters, dem ehemaligen United-Torwart Peter Schmeichel, im Derby gegen Manchester United mit 1:0. Danach musste er der damaligen etatmäßigen Nummer 1 Andreas Isaksson weichen und Joe Hart wurde zur neuen Nummer 2. Deswegen wurde er in dieser Saison zweimal verliehen, erst an Cardiff City und später an Coventry City.
Zur Saison 2008/09 kehrte Schmeichel zu Manchester City zurück. Er kam in der Premier League in dieser Saison einmal zum Einsatz. Am 12. Dezember 2008 feierte Schmeichel sein Debüt im Europapokal, als er im UEFA-Cup-Gruppenspiel gegen Racing Santander zum Einsatz kam.

### Notts County
Im August 2009 unterzeichnete Schmeichel einen Fünfjahresvertrag beim englischen Viertligisten Notts County und wurde somit mit seinem ehemaligen Trainer in Manchester, Sven-Göran Eriksson, der zuvor zum Sportdirektor von Notts County ernannt wurde, wiedervereint. Mit einem Gehalt von 1 Million £ jährlich wurde er zum Topverdiener dort. Sein Debüt absolvierte der Torwart am 22. August 2009 beim 3:0-Sieg gegen Dagenham & Redbridge.
Aufgrund guter Leistungen wurde Schmeichel im Oktober 2009 zum „Spieler des Monats“ ausgezeichnet. Nach einem 5:0-Sieg gegen den FC Darlington stiegen die Magpies als Erstplatzierter in die drittklassige Football League One auf. Während dieser Saison kassierte er nur 29 Gegentore in 43 Spielen, dabei blieb er in 24 Partien sogar ohne Gegentor. Gegen Ende der Saison gab der Verein bekannt, dass Schmeichel, trotz weiteren vier Jahren Vertrag, aufgrund seines hohen Gehalts von 15.000 £ pro Woche den Verein ablösefrei verlassen werde.

### Leeds United
Im Mai 2010 unterzeichnete Kasper Schmeichel einen Zweijahresvertrag beim englischen Zweitligisten Leeds United, der ab dem 1. Juli 2010 in Kraft trat. Nachdem zunächst unklar gewesen war, wer als Stammkeeper in die Saison 2010/11 gehen würde, erhielt schließlich Schmeichel den Vorzug gegenüber Shane Higgs.
Am 7. August 2010 gab der damals 23-Jährige bei der 1:2-Niederlage gegen Derby County in der Football League Championship 2010/11 sein Debüt für seinen neuen Klub. Kurz darauf fiel Schmeichel, nach einer Sehnenverletzung im Fuß, knapp zwei Monate aus. Er gab sein Comeback im Spiel gegen Cardiff City. Aufgrund der Geburt seines ersten Kindes verpasste er das Spiel gegen Coventry City am 6. November 2010.

### Leicester City

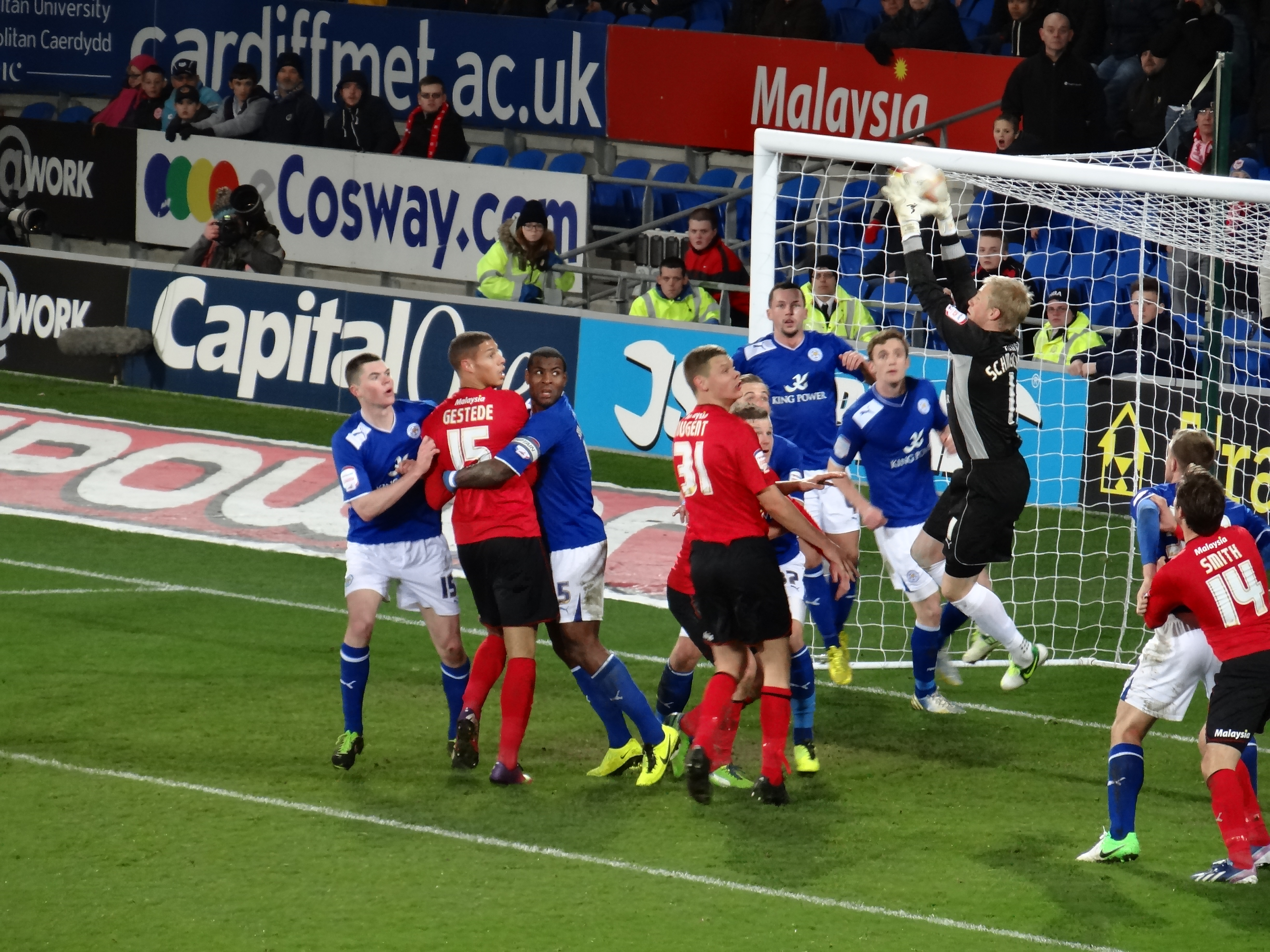
Kasper Schmeichel im Spiel gegen Cardiff City (2013)

Im Juni 2011 akzeptierte Leeds United ein Angebot des Ligakonkurrenten Leicester City. Am 27. Juni 2011 wurde der Transfer von Leicester City bestätigt, und Schmeichel wurde nun zum dritten Mal von Sven-Göran Eriksson trainiert.
Am 20. August 2011 kassierte Schmeichel beim Auswärtsspiel gegen Nottingham Forest in der 79. Minute die Gelb-Rote Karte. Auf seiner Twitter-Seite entschuldigte er sich für sein Verhalten mit den Worten „I didn’t know I had been booked as I had my back to the ref otherwise I would never have done that“ („Ich wusste nicht, dass ich verwarnt worden war, da ich mit dem Rücken zum Schiedsrichter gewandt war. Sonst hätte ich das nie gemacht“). Dennoch wurde der Torwart zum großen Rückhalt seines Teams; so wurde seine Parade aus kürzester Distanz im Spiel gegen den FC Portsmouth am 26. November 2011 vom Trainer des FC Portsmouth, Michael Appleton, als „one of the best saves I have seen in a very long time“ („eine der besten Paraden, die ich seit langer Zeit gesehen habe“) gelobt.
In seiner ersten Saison 2011/12 blieb Schmeichel in 17 von 52 Spielen ohne Gegentor und hielt vier Elfmeter. Er wurde am 30. April 2012 zum Spieler der Saison von Leicester City ernannt.
In der Hinrunde der Saison 2012/13 blieb er in zwölf von 28 Partien ohne Gegentor. Sein 100. Pflichtspiel für Leicester City bestritt Schmeichel am 16. April 2013 beim 3:2-Sieg gegen die Bolton Wanderers. In dieser Saison brachten ihn seine Leistungen ins Championship PFA Team of the Year. In der Saison 2013/14 stieg Schmeichel mit Leicester City als Meister in die Premier League auf.
In der Saison 2015/16 gewann Schmeichel mit Leicester City die englische Meisterschaft. In der UEFA Champions League 2016/17 erreichte er mit Leicester das Viertelfinale, wo die Mannschaft nach einer 0:1-Niederlage in Madrid und einem 1:1 im Heimspiel gegen Atlético Madrid ausschied.
2021 gewann er mit Leicester den FA-Cup durch einen 1:0-Sieg gegen den FC-Chelsea.

### OGC Nizza
Im Sommer 2022 verließ Schmeichel Leicester nach elf Jahren und wechselte in die französische Ligue 1 zu OGC Nizza. Hier bestritt er 36 von 38 möglichen Ligaspielen, ein Pokalspiel und neun Spiele in der Conference League. In den ersten vier Spielen der neuen Saison wurde er nicht eingesetzt. Anfang September 2023 vereinbarte er mit dem Verein die einvernehmliche Vertragsauflösung.

### RSC Anderlecht
Einige Tage später unterschrieb er beim belgischen Erstdivisionär RSC Anderlecht einen Vertrag für den Rest der Saison 2023/24. In seiner ersten Saison bestritt er dort 31 von 34 möglichen Ligaspielen und ein Pokalspiel.

### Celtic Glasgow
Im Juli 2024 unterschrieb Schmeichel einen Einjahresvertrag beim schottischen Meister Celtic Glasgow. Am 4. August 2024 gab Schmeichel sein Debüt für den Verein am 1. Spieltag der Scottish Premiership 2024/25 und startete mit einem 4:0-Heimsieg gegen Kilmarnock. Auch in seinem zweiten Spiel blieb Schmeichel ohne Gegentor bei einem 2:0-Auswärtssieg gegen Hibernian Edinburgh. Gegen den gleichen Gegner bekam er eine Woche später in der 2. Runde des schottischen Ligapokals sein erstes Gegentor, als Celtic mit einem 3:1-Sieg in das Viertelfinale einzog. Am 3. Spieltag in der Liga blieb Schmeichel beim 3:0-Sieg gegen den FC St. Mirren erneut ohne Gegentor. In seinem ersten Old Firm gegen die Glasgow Rangers am 4. Spieltag blieb Schmeichel am 1. September 2024 beim 3:0-Heimsieg zum vierten Mal infolge ohne Ligagegentor. Am 14. September 2024 stellte Schmeichel einen 118-jährigen Rekord ein, als er beim 2:0-Sieg gegen Heart of Midlothian zum fünften Mal in Folge ohne Gegentor blieb, was das erste Mal seit der Saison 1906/07 durch Tom Sinclair war, dass ein Torhüter in seinen ersten fünf Spielen kein Gegentor kassierte. Schmeichel blieb auch im sechsten Ligaspiel der Scottish Premiership für Celtic gegen den FC St. Johnstone (6:0-Auswärtssieg) ohne Gegentor, womit der Rekord aus dem Jahr 1906 gebrochen wurde. Nachdem Schmeichel in der Champions League am 1. Oktober 2024 sieben Tore bei einer 1:7-Niederlage gegen Borussia Dortmund kassierte, musste er auch im folgenden Ligaspiel am 5. Oktober gegen Ross County (2:1-Sieg) sein erstes Gegentor hinnehmen. Im Dezember 2024 gewann er mit Celtic den schottischen Ligapokal im Finale gegen den Old Firm-Rivalen Glasgow Rangers. Im Elfmeterschießen hielt er einen entscheidenden Elfmeter von Rıdvan Yılmaz, der Celtic den Sieg bescherte. Bis zum Jahresende blieb Schmeichel in insgesamt 18 Ligaspielen 15 Mal ohne Gegentor. In der Champions League blieb Schmeichel zweimal ohne Gegentor gegen Atalanta Bergamo und Dinamo Zagreb.

## Nationalmannschaft
Während seiner Zeit bei Manchester City wurde Schmeichel im August 2004 in die U-19-Nationalmannschaft Dänemarks berufen. Sein Debüt gab er am 2. September 2004 beim 0:0 gegen Nordirland, insgesamt absolvierte er acht Partien. Im Oktober 2005 wurde Schmeichel erstmals für die U-20-Nationalmannschaft nominiert, kam aber erst am 5. Oktober 2006 zu seinem ersten und einzigen Spiel in der U-20-Mannschaft. Am Tag nach seinem Debüt wurde er, aufgrund des verletzungsbedingten Ausfalls von Theis Rasmussen, für die U-21-Nationalmannschaft Dänemarks nominiert. Schmeichel wurde im November 2007 zu Dänemarks U-21-Talent des Jahres ernannt, woraufhin er in den folgenden vier Spielen für die U-21 ohne Gegentreffer blieb. Zwischen März 2007 und Oktober 2008 kam er in 17 Partien zum Spielen und behielt dabei siebenmal die „weiße Weste“.
Schmeichel stellte klar, dass er nur für die dänische und nicht für die englische Nationalmannschaft spielen werde. Ende Mai 2012 wurde er von Nationaltrainer Morten Olsen für den Kader der A-Nationalmannschaft zur Fußball-Europameisterschaft 2012 nominiert, nachdem Stammtorwart Thomas Sørensen wegen einer Verletzung hatte passen müssen. Sein erstes Länderspiel für Dänemark bestritt er am 6. Februar 2013 in einem Testspiel gegen Mazedonien. Bis Ende des Jahres 2013 war Schmeichel Ersatztorwart.
Nach dem Jahreswechsel stieg er zur neuen Nummer eins von „Danish Dynamite“ auf. Mit der Nationalmannschaft nahm Schmeichel an der Weltmeisterschaft 2018 in Russland teil und erreichte das Achtelfinale. Hier traf die Mannschaft auf Kroatien. Schmeichel hielt zum Ende der Verlängerung einen Foulelfmeter von Luka Modrić und rettete so seine Mannschaft in das Elfmeterschießen, das sie jedoch mit 4:3 verlor. Er wurde zum „Man of the Match“ gewählt. Zur Fußball-Europameisterschaft 2021 wurde er in den dänischen Kader berufen. Hier wurde der Einzug in das Finale erst in der Verlängerung des Halbfinalspieles gegen England knapp verpasst. Einen umstrittenen Elfmeter in der 103. Minute konnte er zunächst parieren, den Abpraller versenkte der englische Schütze Harry Kane jedoch im Nachschuss noch zum 1:2 Endstand.
Am 23. März 2024 bestritt er beim torlosen Remis im Freundschaftsspiel gegen die Schweiz sein 100. Länderspiel. Er ist der erste Spieler, dessen Vater auch 100 Länderspiele bestritten hat.

## Erfolge

### Verein
Notts County
- Englischer Viertligameister: 2009/10

Leicester City
- Englischer Meister: 2015/16
- Englischer Pokalsieger: 2020/21
- Englischer Zweitligameister: 2013/14
- FA Community Shield: 2021

Celtic Glasgow
- Schottischer Meister: 2025
- Schottischer Ligapokalsieger: 2025

### Auszeichnungen
- Dänemarks U-21-Talent des Jahres: 2007
- Spieler des Monats in der Football League Two: Oktober 2009
- PFA Fans’ Player of the Year der Football League Two: 2009/10
- Aufnahme ins PFA Team of the Year der Football League Two: 2009/10
- Spieler des Jahres von Leicester City: 2011/12
- Player’s Player Of The Year von Leicester City: 2011/12
- Aufnahme ins PFA Team of the Year der Football League Championship: 2012/13, 2013/14